# L’Orbrie
L’Orbrie – miejscowość i gmina we Francji, w regionie Kraj Loary, w departamencie Wandea.
Według danych na rok 1990 gminę zamieszkiwało 700 osób, a gęstość zaludnienia wynosiła 73 osób/km² (wśród 1504 gmin Kraju Loary L’Orbrie plasuje się na 725. miejscu pod względem liczby ludności, natomiast pod względem powierzchni na miejscu 1023.).